# Дервент (озеро)
Дервент (укр. Дервент) — озеро, расположенное на юге Ренийского района (Одесская область). Площадь водного зеркала — 1,35 км². Тип общей минерализации — пресное. Происхождение — речное (пойменное). Группа гидрологического режима — сточное.

## География
Озеро в бассейне реки Дунай (Украинские придунайские озёра). Длина — 0,3 км. Ширина средняя — км, наибольшая — 0,05 км. Глубина средняя — м, наибольшая — м. Высота над уровнем моря: 2,3 м. Ближайший населённый пункт — село Орловка, расположенные западнее озера.
Дервент расположено в бассейне реки Дунай — севернее Дуная. Озёрная котловина водоёма неправильной удлинённой формы, вытянутая с севера на юг. Берега пологие, с обильной прибрежно-водной растительностью (на юг переходит в плавни урочище Орловка). Дно покрыто толстым слоем ила. Благодаря мелководности, небольшой площади и богатой растительности водоем хорошо прогревается. С 1947 года озеро превращается в болото с глубинами 0,5 м. В некоторые годы озеро высыхает из-за того, что в него не заходят талые воды. Впадает и вытекает дунайское гирло Картал — соединяет Дунай с озером Картал совместно с гирлами Жапча и Табачелло. Восточнее расположен озеро Картал, севернее — озеро Градешка. Картал, Дервент и Градешка соединены системой проток, которые в засушливый период зарастают.